# Sauvagny
Sauvagny é uma comuna francesa na região administrativa de Auvérnia-Ródano-Alpes, no departamento Allier. Estende-se por uma área de 20,5 km². Em 2010 a comuna tinha 88 habitantes (densidade: 4,3 hab./km²).